# Kodokushi
Kodokushi (japanisch 孤独死, deutsch „einsames Sterben“ oder „einsamer Tod“) bezeichnet das Versterben von zumeist vereinsamten Personen, bei denen das Ableben längere Zeit unbemerkt bleibt. Der Leichnam des Verstorbenen bleibt dabei oft für Monate oder Jahre unentdeckt, ebenso wird die Person nicht vermisst. 
Der Begriff Kodokushi wurde in Japan in den 1980er Jahren geprägt. Inzwischen (Stand 2015) sterben allein im Großraum Tokio jährlich 3.000 Menschen in Einsamkeit. Die hohe Zahl der in sozialer Isolation lebenden Personen führte auch dazu, dass Todesfälle nicht bemerkt wurden. Nach Yōkō Kadoya sind zwei charakteristische Merkmale des Kodokushi auszumachen:
- Vor allem Männer mittleren und gehobenen Alters sind von dem Phänomen betroffen. Bei Frauen ist Kodokushi demgegenüber bei höherem Lebensalter wahrscheinlicher. Nicht nur in Japan verbringen Männer viel Zeit bei der Arbeit und haben kaum zu anderen Menschen außerhalb der Familie Kontakt. Bei mangelnder sozialer Kompetenz kann das Ausscheiden aus dem Berufsleben auch zu sozialer Isolation führen.[4]
- Oft tritt Kodokushi in Verbindung mit anderen sozialen Problemen auf wie Alkoholismus oder dem Messie-Syndrom.

In Europa ist das Phänomen vereinsamter Personen, deren Tod nicht bemerkt wird, zwar auch bekannt, ein Begriff wie Kodokushi hat sich hier allerdings nicht dafür durchgesetzt. Meist spricht man von Fundleichen.
Ein Beispiel einer literarischen Adaption des Themas bietet der Roman „Oben Erde, unten Himmel“ von Milena Michiko Flašar.